# Villa Buchhof
Die Villa Buchhof ist eine Villa in Nonn in Bad Reichenhall.
Die Villa Buchhof steht unter Denkmalschutz und ist unter der Nummer D-1-72-114-216 in die Bayerische Denkmalliste eingetragen.

## Beschreibung
Die Villa Buchhof ist ein vornehmer palaisartiger Mansarddachbau, der sich auf einem Hügel befindet. Das Gebäude wurde 1929 von Architekt Böhm aus Bad Reichenhall 1929 erbaut. Der Kern der Villa ist ein altes Bauernanwesen

## Lage
Die Villa Buchhof befindet sich im Nonner Oberland und trägt die Hausnummer 83. Die ebenfalls denkmalgeschützte Villa Lamprechtshof befindet sich direkt gegenüber auf der anderen Straßenseite.